# Đậu vảy ốc
Đậu vảy ốc hay đậu mũi mác, me đất, the the (danh pháp: Alysicarpus vaginalis) là loài thực vật có hoa trong họ Đậu. Loài này được (L.) DC. miêu tả khoa học đầu tiên.

## Hình ảnh

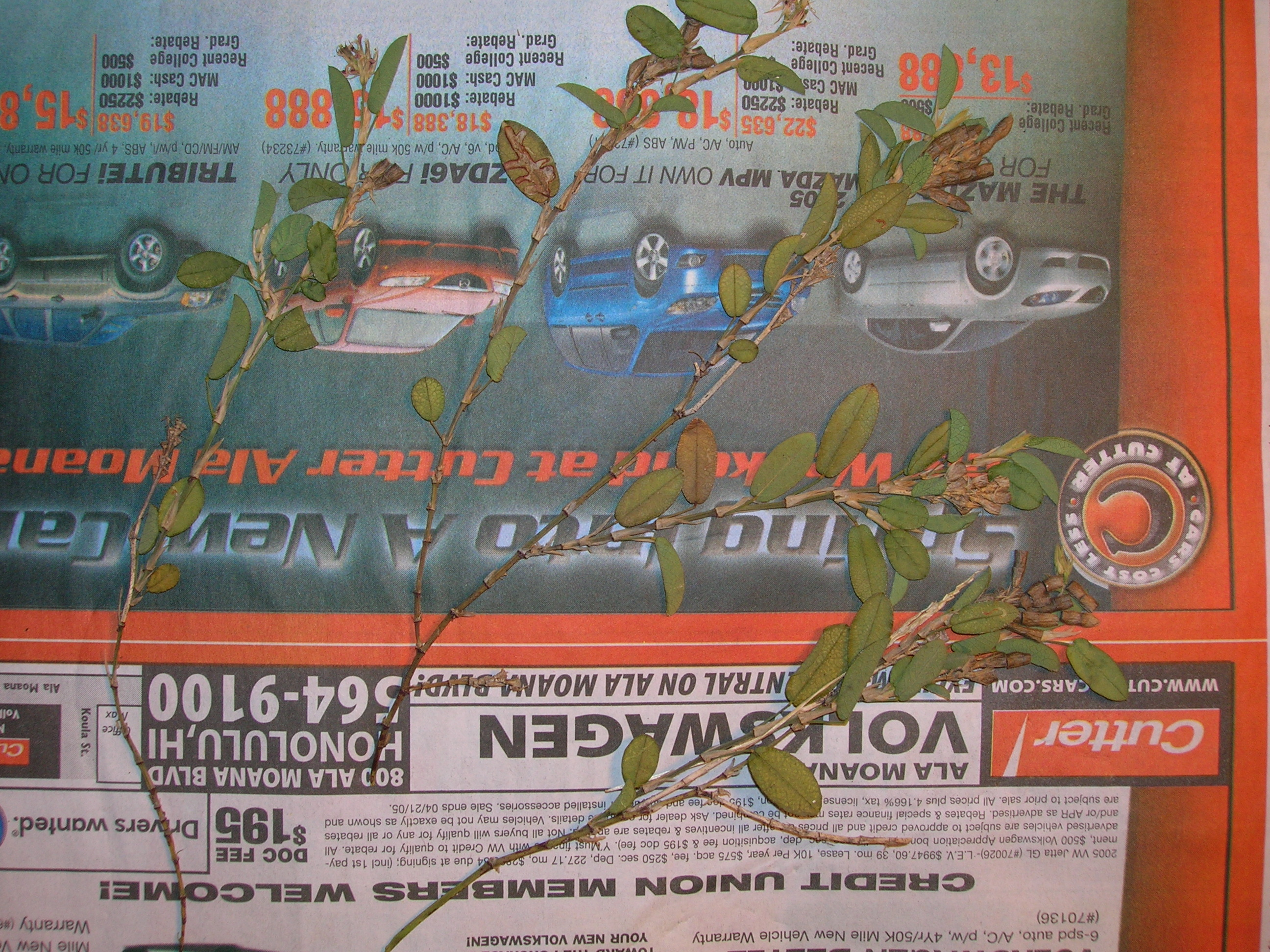
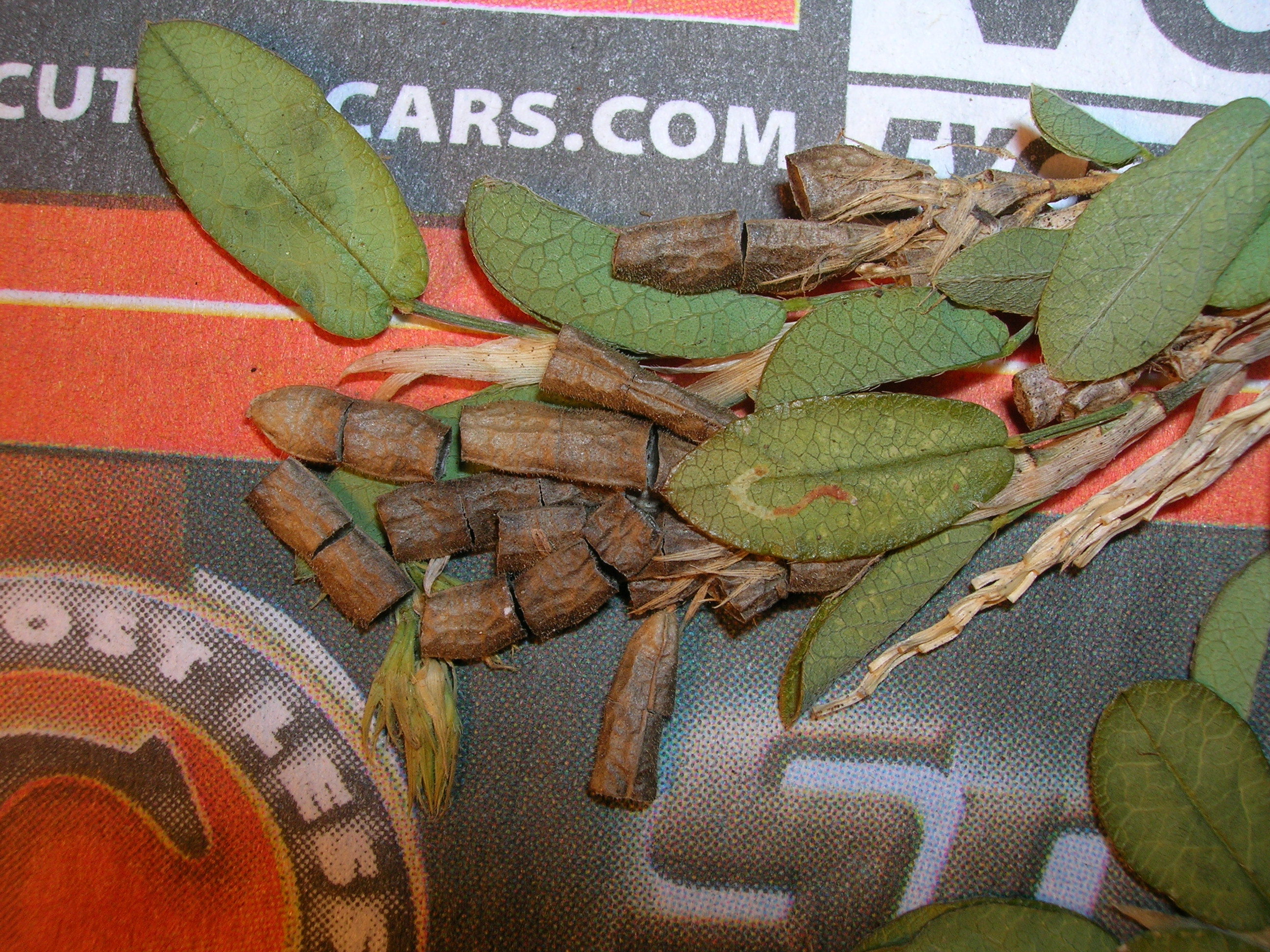
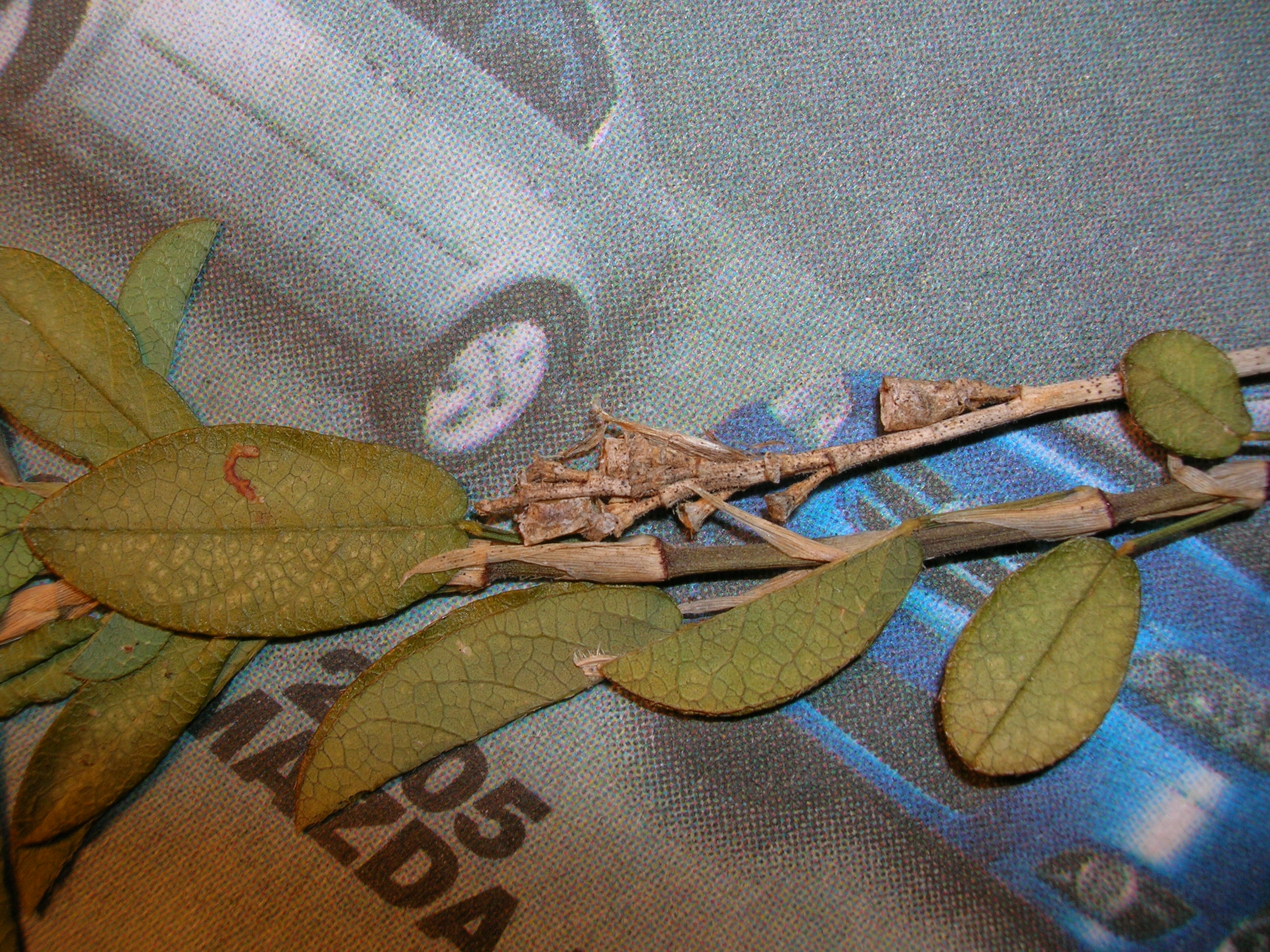